# Abraham Wilhelm Lavén
Abraham Wilhelm Lavén, född 29 september 1812 i Säminge socken i Savolax i Finland, död 24 juli 1858 på korvetten Jarramas under en resa till Island, var en svensk sjöofficer och författare. 
Lavén flyttade från Finland till Sverige och gick ut Karlberg 1830; senare gick han även på Högre artilleriläroverket på Marieberg. Mot slutet av 1830-talet var han en omtyckt lärare på Karlberg, där han kombinerade teori med praktik i sin undervisning. 
Hans militära författarskap tog upp olika aspekter på skärgårdsstriden. På hvad sätt kommer svenska skärgårdsflottan sannolikt att under blifvande krig användas? (1853) belönades med Krigsvetenskapsakademins medalj. Han skrev även andra böcker i militärteori. En grundtanke var vikten av en svensk skärgårdsflotta, främst för att skydda inloppet till Stockholm. Han har referenser till Johan Peter Lefrén.
År 1935 var han svensk representant på den ryska örlogsexpeditionen som under greve Wrangels ledning utförde triangelmätningar i området mellan Sverige och Åland.